# James Hammond Trumbull

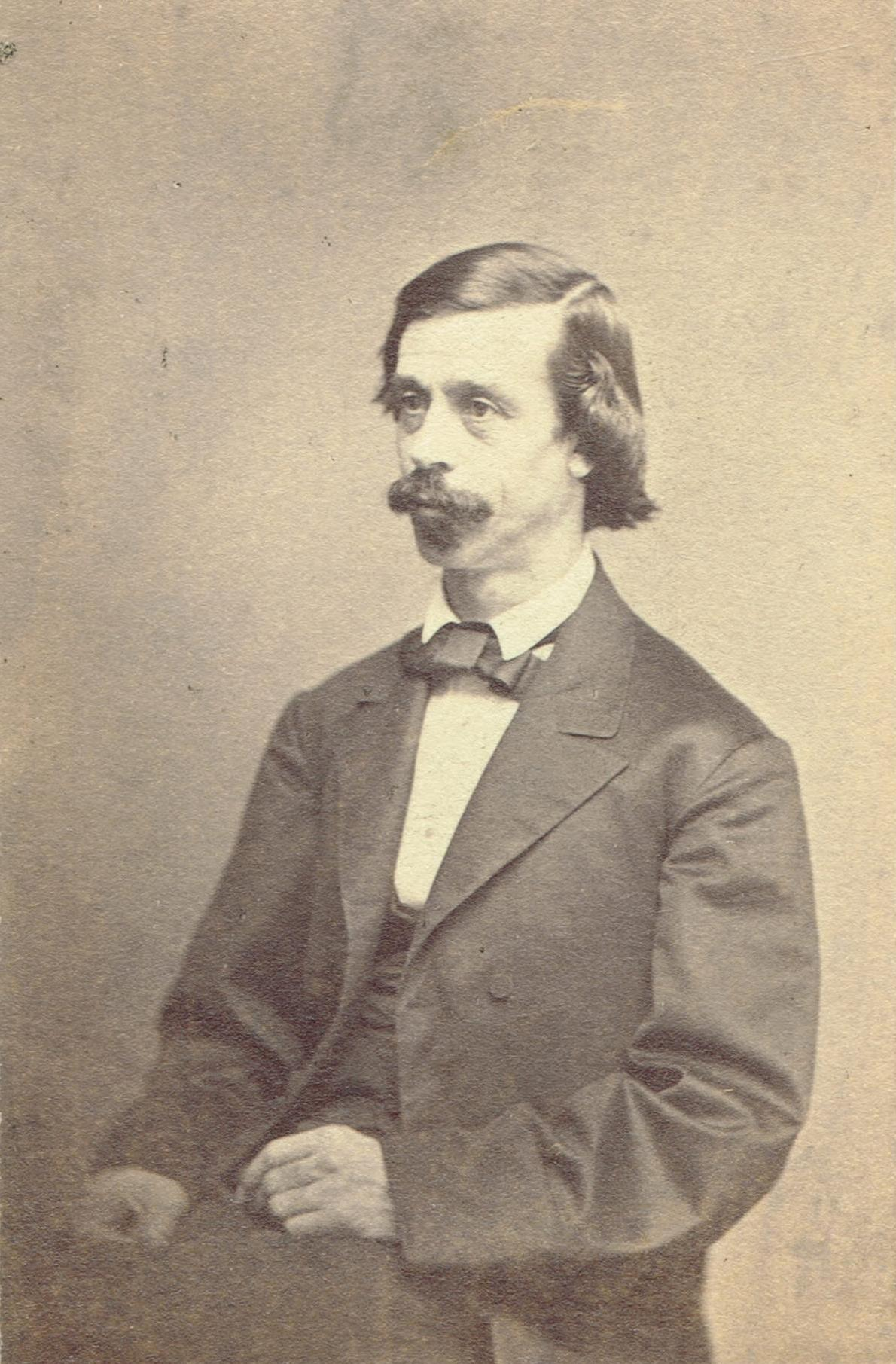
James Hammond Trumbull

James Hammond Trumbull (* 20. Dezember 1821 in Stonington, Connecticut; † 5. August 1897 in Hartford, Connecticut) war ein US-amerikanischer Historiker und Sprachwissenschaftler. Er beschäftigte sich hauptsächlich mit der frühen Geschichte der Kolonie Connecticut und mit den indigenen amerikanischen Sprachen.

## Leben

### Kindheit und Jugend
James Hammond Trumbull war der Sohn von Gurdon und Sarah A. Trumbull. Er war verwandt mit Jonathan Trumbull senior, dem ersten Gouverneur von Connecticut.
Trumbull besuchte Tracy’s Academy in Norwich (Connecticut) und studierte von 1838 bis 1842 an der Yale University, konnte jedoch aus gesundheitlichen Gründen das Studium nicht abschließen. Sein wissenschaftliches Interesse galt den Naturwissenschaften, besonders der Zoologie. Als korrespondierendes Mitglied der Yale Natural History Society (ab April 1842) beteiligte er sich an deren zoologischen Forschungen, insbesondere an einem Katalog mit Weichtieren.

### Laufbahn in Hartford
1847 zog Trumbull nach Hartford (Connecticut), wo er bis an sein Lebensende lebte und forschte. Er arbeitete bis 1852 als Assistent für den Staatssekretär und beschäftigte sich in diesem Zusammenhang mit den historischen Urkunden des Staates Connecticut. Durch diese Tätigkeit verschob sich sein wissenschaftliches Interesse zur Geschichtswissenschaft und Diplomatik. In den Jahren 1850–1859 veröffentlichte er auf eigene Kosten eine kommentierte Edition von Urkunden der Kolonie Connecticut im 17. Jahrhundert in drei Bänden (The Public Records of the Colony of Connecticut). Die Yale University verlieh ihm 1850 den akademischen Grad Master of Arts.
1852 wurde Trumbull als Staatssekretär nominiert, aber er verlor die Wahl und lehnte weitere Nominierungen (1853 und 1854) ab. 1854 übernahm er ein neugeschaffenes Amt als Staatsbibliothekar. Von 1858 bis 1861 arbeitete er erneut als Assistent für den Staatssekretär. 1861 wurde er schließlich selbst zum Staatssekretär gewählt und hatte dieses Amt mit jährlichen Wiederwahlen bis 1866 inne. Nach dem Ende seiner Amtszeit war er ab 1867 Officer des Wadsworth Atheneum, des Kunstmuseums in Hartford.

## Wissenschaftliches Werk
Eine wichtige Rolle spielte Trumbull in der Connecticut Historical Society, der er ab 1847 als gewähltes Mitglied angehörte. Von 1848 bis 1863 war er korrespondierender Sekretär der Gesellschaft und von 1863 bis 1889 ihr Präsident. Daneben leitete er die Bibliothek der Gesellschaft, die nach der Stiftung des 1857 verstorbenen David Watkinson über einen beträchtlichen Etat verfügte. Die Connecticut Historical Society bemühte sich um die Sammlung und Publikation von Urkunden zur frühen Geschichte von Connecticut. Diese Schriftstücke erschienen in der Publikationsreihe Collections of the Connecticut Historical Society. Dabei wurden auch die Beziehungen der Kolonisten zu den Indianern untersucht.
Auch in anderen wissenschaftlichen Vereinigungen war Trumbull aktiv. Er war 1869 Gründungsmitglied der American Philological Association (1874/75 Präsident), ab 1872 Mitglied der National Academy of Sciences und ab 1874 Mitglied der American Academy of Arts and Sciences. Ein Forschungsschwerpunkt wurden für ihn die indigenen amerikanischen Sprachen, zu denen er mehrere Studien veröffentlichte. Eines seiner letzten Werke war ein Wörterbuch für die ausgestorbene Sprache der Natick, einer Gruppe der Massachusett (siehe Massachusett-Sprache).
Für seine wissenschaftliche Arbeit erfuhr Trumbull reiche Anerkennung. Die Yale University verlieh ihm 1871 die juristische Ehrendoktorwürde und übertrug ihm 1873 einen Lehrauftrag für die Indianersprachen Nordamerikas, den Trumbull bis 1883 wahrnahm. Weitere Ehrendoktortitel erhielt Trumbull 1887 von der Harvard University (Doctor of Laws) und der Columbia University (Doctor of Letters).

## Schriften (Auswahl)
- The Public Records of the Colony of Connecticut. 3 Bände, Hartford 1850–1859
- Extracts from the records of the United Colonies of New England. Hartford 1859
- Historical Notes on some Provisions of the Connecticut Statutes. 2 Bände, Hartford 1860–1861
- The Defence of Stonington (Connecticut) Against a British Squadron, August 9th to 12th, 1814. Hartford 1864
- The Composition of Indian Geographical Names. Hartford 1870
- The Best Methods of Studying the Indian Languages. Hartford 1871
- The True Blue Laws of Connecticut. Hartford 1876
- mit William I. Fletcher: Catalogue of the American Library of the Late Mr. George Brinley. 5 Bände, Hartford 1878–1893
- Indian Names of Places etc., in and on the Borders of Connecticut. With Interpretations of some of them. Hartford 1881
- The Memorial History of Hartford County, Connecticut. 2 Bände, Hartford 1886
- Historical Notes on The Constitutions of Connecticut, 1639–1818. Particularly on the Origin and Progress of the Movement which Resulted in the Convention of 1818 and the Adoption of the Present Constitution. Hartford 1901
- Natick Dictionary. Washington 1903